# Tau (Norwegen)
Tau ist ein Ort in der Fylke (Provinz) Rogaland im Süden Norwegens. Er liegt knapp 15 km nordöstlich von Stavanger und hat 3512 Einwohner (Stand: 1. Januar 2024).

## Geographie
Der Ort liegt in der Landschaft Ryfylke, in der Kommune Strand. Östlich der Stadt liegt, angeschlossen an zwei kleine Naturschutzgebiete, der See Bjøheimsvatnet. Der Bach Åa entspringt diesem See, verläuft dann durch die Stadt und mündet im Krossvatnet. Die höchste Erhebung im Stadtgebiet ist  mit 213 Metern der Kvamafjellet. Der Bach Strandsåna verläuft südlich der Stadt. Etwas südlich von Tau liegt das Dorf Solbakk.

## Verkehr
Tau liegt an der Bundesstraße 13, welche zu einer nationalen Touristenroute ausgebaut wurde. Das 15 km entfernte Stavanger ist mit der Fährverbindung Stavanger–Tau zu erreichen, die 2020 durch den Ryfylketunnel ersetzt wurde. 10 km südlich liegt das Gemeindezentrum Jørpeland.

## Söhne und Töchter der Stadt
- Stein Rønning (1965–2008), Karateka
- Ellen Dorrit Petersen (* 1975), Schauspielerin